# Personaggi di Tex
Elenco dei personaggi principali dei fumetti nella serie a fumetti di Tex pubblicata in Italia dalla Sergio Bonelli Editore.

## Protagonisti
- Tex Willer
- Kit Carson
- Kit Willer
- Tiger Jack

## Comprimari

### Tom Devlin
Tom Devlin è il capo della polizia di San Francisco nonché amico fidato di Tex. Grazie ai rapporti di amicizia che legano i due, il capo della polizia della turbolenta città si giova più volte dell'aiuto di Tex e dei suoi compagni, intervento sempre decisivo per ripulire la città.

### Jim Brandon
Jim Brandon è inizialmente un semplice sergente delle giubbe rosse canadesi, molto abile con le armi da fuoco e che, grazie alle proprie capacità, scala rapidamente le gerarchie, fino a raggiungere il grado di colonnello. Contatta spesso Tex, per risolvere questioni scottanti in cui viene ad imbattersi anche se, talvolta, fatica ad accettare le sue maniere spicce, soprattutto a causa del suo essere ligio al dovere. Fin dal suo esordio, diventa comunque grande amico del ranger e protagonista, insieme al connazionale Gros-Jean, di molte storie ambientate nel proprio paese.

### Gros-Jean
Gros-Jean è un meticcio franco-canadese, di professione trapper.
Per via delle sue dimensioni, è dotato di una forza notevole ma non di particolare intelligenza (tanto che, in una delle prime storie in cui appare, fa crollare un saloon rimanendo sommerso dalle macerie). In compenso, è un compagno generoso e leale e dunque è benvoluto da Tex e dai Pards che prontamente intervengono in suo aiuto. L'unico suo difetto è la propensione al bere.
Le storie di cui è protagonista sono quasi sempre ambientate in Canada o in Alaska e pertanto i paesaggi e gli stessi racconti escono dal classico schema western, tipico del fumetto. Negli stessi albi, è spesso presente un altro amico fidato del ranger, il colonnello delle giubbe rosse, Jim Brandon.

### Montales
Montales è un personaggio ideato da Giovanni Luigi Bonelli e realizzato graficamente da Galep (Galeppini). È uno degli amici più fidati del protagonista Tex. Egli è un rivoluzionario in lotta contro il regime messicano, che ha appena perso i genitori e la moglie a seguito della distruzione dell'hacienda di famiglia. Da iniziale uomo d'azione, Montales diventerà in seguito determinante, grazie alle sue conoscenze politiche messicane e più d'una volta riuscirà a tirar fuori dai guai i rangers. Guai, peraltro, in cui il più delle volte sono stati coinvolti dallo stesso Montales. Negli ultimi episodi in cui è presente, si assisterà ad un parziale ritorno di Montales all'azione.

### El Morisco
El Morisco (vero nome Ahmed Jamal) è  egiziano; è nato a Menfi e , trasferitosi in seguito nella cittadina messicana di Pilares,  vi vive (in un'abitazione dalla facciata piuttosto sinistra) insieme a Eusebio, il suo cupo e devoto aiutante tuttofare di origine azteca.
El Morisco è uno studioso esperto in varie materie, sia scientifiche che umanistiche (tra cui, solo per citarne alcune: biologia, mineralogia, storia delle civiltà precolombiane); ha inoltre un particolare interesse per qualsiasi cosa abbia a che fare con il soprannaturale. In compenso, non è di nessun aiuto come uomo d'azione (per il fisico piuttosto corpulento e l'incapacità di maneggiare qualsiasi tipo di arma da fuoco).

### Cochise
Cochise, come capo della tribù Apache Chiricahua, è sempre pronto con i suoi ad accorrere in aiuto dell'amico Tex, anch'esso capo indiano Aquila della Notte, ogni qual volta sono in gioco i diritti dei Navajos. Ha seppellito l'ascia di guerra contro le cosiddette  giacche azzurre (ovvero l'esercito degli Stati Uniti), ma non per questo il suo prestigio tra i suoi guerrieri è venuto meno.

### Nat Mac Kennet
Nat Mac Kennet è lo sceriffo della turbolenta New Orleans, perennemente infestata da gang malavitose afro-cubane.

### Pat Mac Ryan
Pat Mac Ryan è un "gigante" irlandese dotato di una forza notevole, a causa della quale spesso scatena risse colossali, specie se qualcuno osa deridere il suo paese natio. Non dotato di particolare intelligenza ed assolutamente incapace di usare le armi da fuoco, è comunque benvoluto da Tex e dai suoi Pards, che frequentemente intervengono per trarlo fuori dai guai nei quali si caccia con una certa frequenza.
Nel corso degli anni si viene a sapere che ha svolto i mestieri più diversi, tra cui, solo a titolo d'esempio: il pugile, il trapper ed il taglialegna.

### Lefty Potrero
Lefty Potrero appare come un nerboruto titolare di una palestra a San Francisco, il quale, insieme, ai frequentatori della stessa (tra cui Angelo, una specie di gentleman inglese che usa il bastone da passeggio in maniera “insolita”), aiuta in più di un'occasione Tex a sgominare intere bande cinesi.

## Avversari

### Lily Dickart
Lily Dickart fa la sua prima apparizione nell'albo n.3 di Tex, intitolato Fuorilegge, al fianco del fratello Steve (Mefisto) dove svolge il suo primo ruolo, come spia, nel traffico d'armi con il Messico che entrambi gestivano sotto la copertura della loro attività artistica. Il continuo scambio d'armi portò presto ad una guerriglia dove Tex intervenne provocando la fuga dei due fratelli facendo ricadere sul Ranger la colpa di un loro delitto. Presto però Tex riesce a riacciuffare i due consegnandoli alla giustizia che li farà incarcerare.
Nell'albo n. 501 intitolato Mefisto!, parecchio tempo dopo, Lily Dickart riappare a Parigi, a fianco di un singolare aristocratico, per metà raffinato decadente e per metà imprevedibile avventuriero, il conte Boris Leonov. Lily fa conoscenza con un maestro indiano di arti occulte, in grado di far tornare in vita i morti e gli chiede di riportare in vita proprio il fratello Mefisto, al fine che egli possa finalmente vendicarsi di Tex e dei suoi pards. Dopo averlo fatto risorgere, Lily viene infine arrestata nuovamente ma riesce a far fuggire il fratello.

### El Muerto
El Muerto, il cui vero nome è Paco Ordoñez, è un feroce e misterioso criminale, fiancheggiato da tre sicari bianchi e da un indiano (Faccia Tagliata); El Muerto è intenzionato a lanciare una sfida a Tex; insieme alla sua banda, aggredisce inspiegabilmente Tiger Jack ed un navajo di nome Asantah, che viene ucciso a coltellate quasi subito da due degli uomini del messicano.  
Si scopre che li odia poiché era rimasto orrendamente sfigurato in viso durante un precedente scontro con Tex. A seguito di questo evento, Paco Ordoñez, per guadagnarsi da vivere, diventa un celebre pistolero, che mette a disposizione i suoi servizi al migliore offerente e viene soprannominato El Muerto ("il Morto" in lingua spagnola), a causa del lugubre aspetto del suo volto. Lo scontro a fuoco è scandito dalle meste note di un carillon di un medaglione, che era di proprietà di una passeggera dell'ultima diligenza assaltata dai fratelli Ordoñez; El Muerto propone a Tex di sparare al suono della prima nota emessa dal carillon; mentre giunge il tramonto, lo scontro termina con il ferimento della spalla di Tex e la morte di El Muerto, causata da un primo colpo di Tex, seguito da altri due per finire l'avversario, che esala l'ultimo respiro cadendo in una fossa già scavata in precedenza per il suo avversario.
La trasposizione televisiva venne trasmessa in quattro puntate dal 27 febbraio al 2 marzo 1979 su Rai 2 all'interno del programma televisivo SuperGulp!..Qui El Muerto aveva la voce di Emilio Cigoli. Nel 2001 la storia di El Muerto, con lievi modifiche, fu riproposta nel radiosceneggiato di Tex trasmesso da Radiodue. El Muerto fu doppiato da Saverio Moriones.

### Ruby Scott
Ruby Scott è un personaggio creato da Giovanni Luigi Bonelli e graficamente da Galep; è famoso per il fatto di essere, in settant'anni di storia del personaggio, l'unico che sia riuscito a battere in duello il protagonista, sebbene ciò sia avvenuto grazie ad un trucco. I numeri 98 (nella vignetta Silver Bell, storia che segue I razziatori) e 99 (La sconfitta) di Tex, vedono l'eroe in lotta contro Freddie Baker, giovane rampollo del ricco proprietario di un ranch sito nei pressi di Silver Bell. Nell'albo n. 99 Scott farà il suo vero debutto. I Baker, colpiti da Tex, intendono farla pagare al ranger, che nel frattempo ha eliminato tutti i pistoleri al loro servizio. Al fine di far pagare a Tex l'affronto, decidono quindi di assoldare un nuovo pistolero, il meticcio Ruby Scott, il quale si batte a duello con un trucco: le fondine girevoli. In pratica, può sparare senza estrarre le pistole. Con questo sleale escamotage Scott sconfigge Tex, ferendolo gravemente. Ma dopo essersi ripreso il ranger, che ha ormai capito il trucco, affronta e uccide il rivale. Una volta calato il sipario, la compagna indiana di Scott elimina Freddie Baker e Baker senior, sconvolto per la morte del figlio ed impazzito, dà fuoco al ranch e muore nell'incendio.

### Tigre Nera
Tigre Nera (alias il Principe Sumankan): è un uomo astuto e spietato che, perse le sue ricchezze a causa dei bianchi, emigra dalla natia Malaysia negli Stati Uniti per combatterli, aiutato da cinesi, neri e ricchi bianchi corrotti. Tex e i pards vengono convocati a Leadville dal pinkertoniano Mac Parland per fronteggiare proprio la Tigre Nera che viene sconfitta ma fugge insieme alla bella Lohana, giurando vendetta. La Tigre Nera ritorna nell'albo n. 587, intitolato L'artiglio della Tigre. Il Principe Sumankan si stabilisce questa volta a San Francisco, dove dirige un ampio traffico d'oppio. Il capo della polizia, Tom Devlin, chiama gli amici Tex e Carson, perché è intenzionato a mettersi subito sulle tracce di tutti gli spacciatori. Dai primi indizi si scopre immediatamente che l'organizzazione è diretta proprio dalla Tigre Nera, intenzionato a vendicarsi dei ranger una volta per tutte. 
Nell'albo n. 588, intitolato Il castello nero, Tex e Carson, dopo un'imboscata, si ritrovano divisi. La Tigre Nera ingaggia una lotta corpo a corpo con Tex sulla cima di una rupe e sembra avere la meglio. Colpito da un colpo di fucile sparato dal sopraggiunto Tom Devlin per salvare Tex, sarà però proprio Sumankan a cadere dalla rupe e apparentemente perdere la vita. Gli alleati cinesi della Tigre Nera parte fuggono e parte si arrendono alla polizia. Tex chiede a Tom Devlin di essere clemente con Lohana, che viene rimandata in Florida. 
La Tigre, però, non è mai morta, e ricontattatosi con Lohana, lo stregone Omoro e Jeffure, darà di nuovo molti problemi ai rangers, chiamati da Mac Parland e Nat Mac Kennet, la Tigre rapisce Kit Willer, che diventa amico del figlio di Sumankan. Omoro e Jeffure muoiono, e dopo altri due fumetti, Lohana si sacrificherà per il proprio padrone, che poi morirà per mano dello straniero usurpatore, rivelando che Tex è un uomo migliore 

### Yama
Yama, il cui vero nome è Blacky Dickart, è il figlio di Mefisto, l'acerrimo avversario di Tex. Yama appare graficamente presentato con un volto sinistro, pochi capelli, pizzetto ed un aspetto abbastanza simile a quello del padre. Compare per la prima volta nell'albo n. 125, intitolato Il figlio di Mefisto; in questa storia il padre, rimasto sepolto sotto le rovine del castello di Baron Samedi ed in balìa di topi affamati, riesce a rintracciare il figlio Blacky, avuto in passato da un rapporto con la cartomante Myriam, attraverso la sua demoniaca sfera di cristallo e gli lascia in eredità i libri dove sono racchiusi i segreti dei suoi poteri diabolici, in cambio della promessa di vendicarne la morte, uccidendo i suoi mortali nemici, ovvero Tex Willer ed i suoi pards, cause ultime delle sue disavventure e della sua imminente e tragica fine. Nonostante la contrarietà della madre, con la quale viveva, Blacky accetta, assumendo lo pseudonimo di Yama. 
Dopo molti scontri, Yama viene definitivamente sconfitto dai pards; tuttavia, viene salvato dallo spirito del padre prima che possa morire.

### Zhenda
Zhenda: è una strega che in passato apparteneva alla tribù dei navajo, la quale pare sia stata l'amante di Freccia Rossa e che suo figlio Sagua sia nato da questa relazione e di conseguenza quest'ultimo risulti il legittimo pretendente alla carica di capo della tribù. La sua apparizione è narrata nell'albo n. 70, nella vignetta Sinistri presagi (storia che segue L'ultima carica); in questa storia, Zhenda pretende fin dall'inizio di fare di suo figlio Sagua capo della tribù Navajo e per fare ciò è anche disposta ad uccidere. 
Dopo aver ucciso la moglie del figlio, Zhenda viene sconfitta da quest'ultimo con cui però si chiarisce e con cui si ritira in esilio sulle montagne.